# U.S. Steel
U.S. Steel, voluit de United States Steel Corporation, is een geïntegreerd staalbedrijf uit de Verenigde Staten. Daar en in Slowakije bevinden zich de belangrijkste productielocaties. Op basis van de ruwstaalproductie in 2022 staat U.S. Steel op de 27e plaats van de grootste staalproducenten in de wereld en is na Nucor en Cleveland-Cliffs de grootste producent in de Verenigde Staten.

## Activiteiten
U.S. Steel is een geïntegreerd staalbedrijf. Naast de staalactiviteiten beheert het bedrijf ook zo'n 45.000 hectare vastgoed. In 2024 had het een productiecapaciteit van 25,4 miljoen ton ruwstaal, waarvan 20,4 miljoen ton in Noord-Amerika en 5,0 miljoen ton in Europa. Van de capaciteit bestaat 6,3 miljoen ton uit vlamboogovens, voor de productie van staal uit schroot.

### Verenigde Staten
De groep omvat een twintigtal Amerikaanse vestigingen met zo'n 15.000 werknemers. In het land zijn de activiteiten verdeeld over drie bedrijfsonderdelen.

#### Vlakstaal
Het zwaartepunt van de activiteiten zijn de grote vlakstaalfabrieken in het noordoosten van de Verenigde Staten. De productie van warm- en koudgewalste platen en plaatstaal staan voor zo'n zestig procent van de omzet. Gary Works in Gary (Indiana) is de grootste productie-eenheid met een capaciteit van 6,8 miljoen ton per jaar. Deze fabriek werd in 1906–8 gebouwd en was lange tijd de grootste staalfabriek ter wereld.

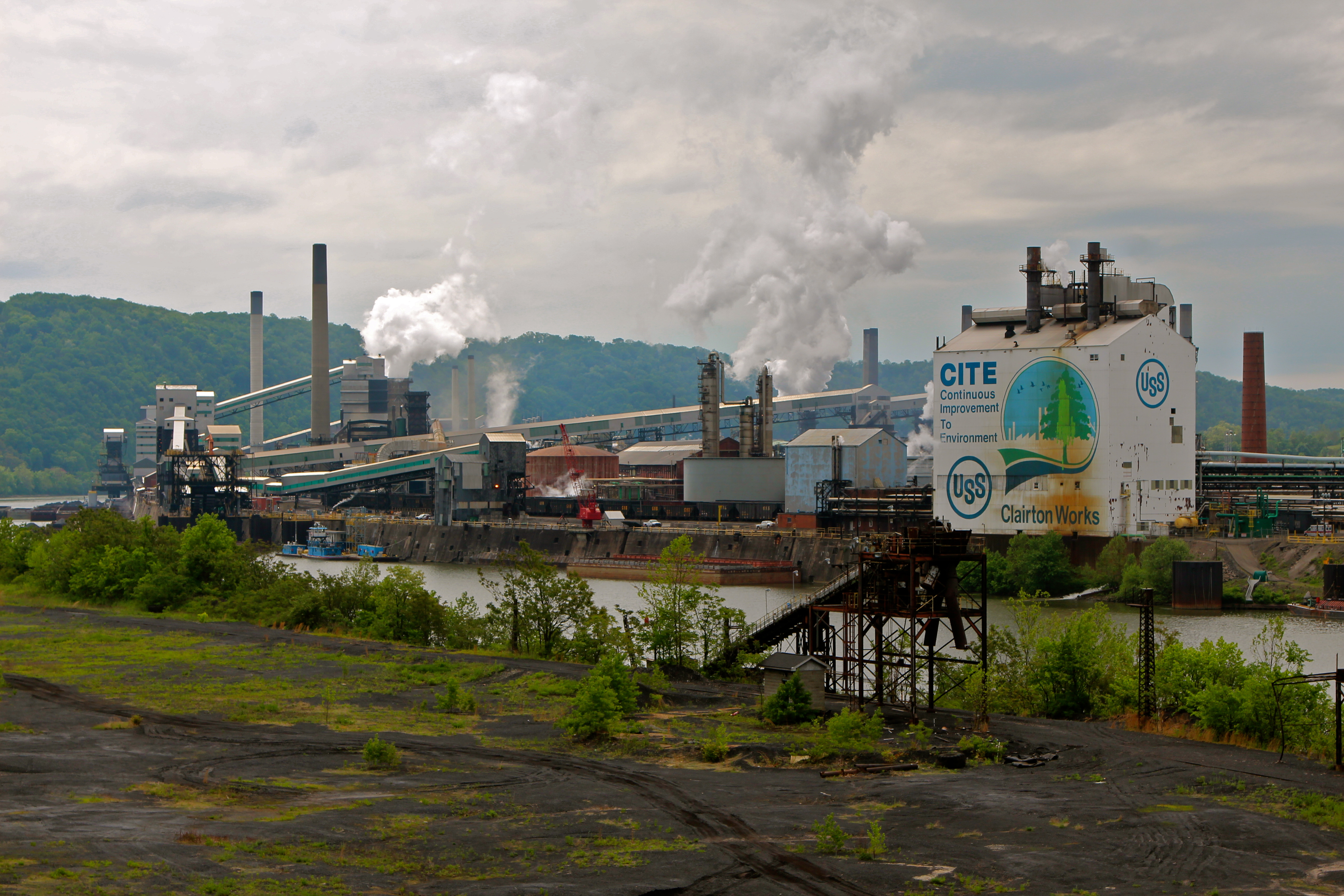
De cokesfabriek in Clairton in 2013.

Mon Valley Works in Pennsylvania bestaat uit drie fabrieken. In Clairton bevindt zich de grootste cokesfabriek van de VS. Er wordt jaarlijks 3,9 miljoen ton van geproduceerd. In Braddock worden ruwe platen gemaakt. In West Mifflin worden deze tot plaatstaal gewalst. Deze fabriek, geopend in 1938, levert jaarlijks 2,6 miljoen ton af.
Granite City Works is een geïntegreerde staalfabriek in Granite City (Illinois). Het heeft eigen cokesovens die jaarlijks een half miljoen ton leveren. De staalfabrieken produceren jaarlijks 2,5 miljoen ton platen en plaatstaal. U.S. Steel kocht deze site in 1927. Van 2015 tot 2018 lagen de fabrieken stil door de lage vraag naar staal.
Great Lakes Works in Ecorse (Michigan) werd in 2020 voor onbepaalde tijd stilgelegd. Deze site werd in 1902 geopend en produceerde ijzer en plaatstaal. De capaciteit is twee miljoen ton ijzer en circa 3,2 miljoen ton ruwstaal. De site kreeg geregeld boetes vanwege de luchtvervuiling.

#### Mini Mill
Het in 2021 overgenomen Big River Steel heeft een productiecapaciteit van 3,3 miljoen ton plaatstaal en elektrostaal. Dit bedrijf werd in 2014 opgericht en is een van de modernste en minst vervuilende staalproducenten in Noord-Amerika. In oktober 2024 kwam een nieuw faciliteit gereed met een capaciteit van 3,0 miljoen ton.

#### Buizen
U.S. Steel bezit verschillende fabrieken waar naadloze en gelaste buizen worden gemaakt voor de chemische, olie- en gasindustrie. De grootste is deze in Fairfield (Alabama) met een capaciteit van 820.000 ton ruwstaal en 680.000 ton buizen. De fabriek in Lone Star (Texas) maakt jaarlijks 710.000 ton buizen en die in Lorain (Ohio) 345.000 ton.

#### Grondstoffen
Voor de productie van staal zijn twee belangrijke grondstoffen essentieel, namelijk ijzererts en steenkool. Voor de productie van één ton ruwstaal in een hoogoven is 1,3 ton ijzererts, 0,3 ton cokes en 0,3 ton schroot nodig. Voor de output van één ton cokes is 1,4 ton steenkool als input noodzakelijk.

##### IJzererts

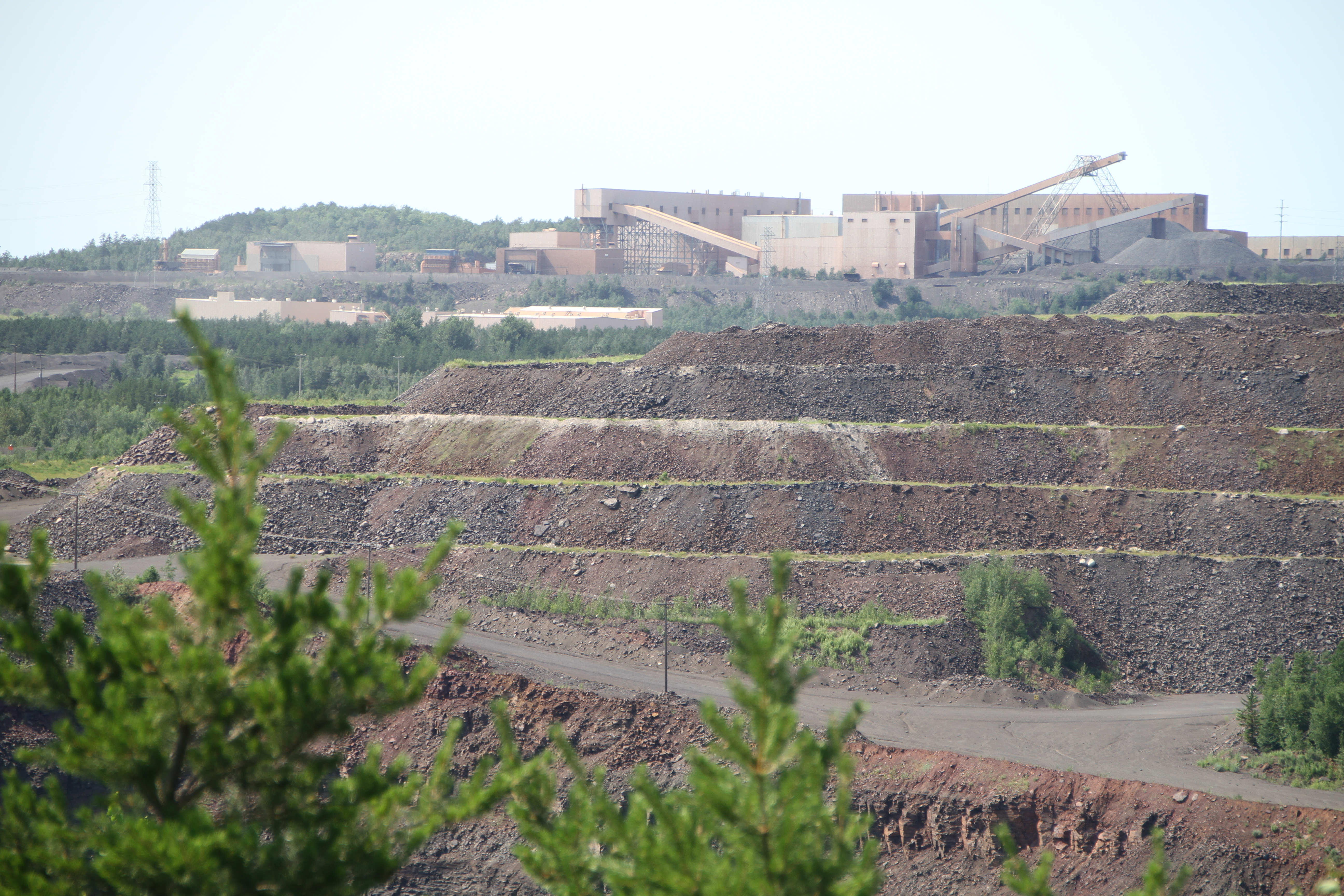
De Minntac-taconietmijn nabij Mountain Iron in 2012.

Het bedrijf beschikt over twee openputmijnen in het noordoosten van de staat Minnesota, waar taconiethoudende grondlagen te vinden zijn. In de periode 2022 en 2024 werd jaarlijks gemiddeld iets meer dan 22 miljoen ton ijzererts gewonnen. Het gedolven taconiet wordt er verder verwerkt tot pellets met een hoger ijzerertsgehalte die als grondstof dienen voor de staalfabrieken. Aangezien er met 21 miljoen ton meer pellets wordt geproduceerd dan nodig, wordt een deel verkocht aan derden. Het ijzererts voor de fabrieken in Slowakije wordt vooral in Rusland en Oekraïne ingekocht.

##### Cokes
Het bedrijf beschikt niet over steenkoolmijnen en alle steenkool wordt ingekocht. In de eigen ovens wordt hier cokes van gemaakt. In de jaren 2022 en 2024 lag de cokesproductie tussen de 4,5 en 5 miljoen ton. Dit is niet voldoende om in de eigen behoefte volledig te voorzien.

### Slowakije
U.S. Steel bezit ook een in 2000 overgenomen geïntegreerde fabriek nabij Košice in Slowakije. Deze heeft een capaciteit van 4,5 miljoen ton ruwstaal en er werken ruim 8000 mensen. Er is een cokesfabriek en er worden stalen platen, plaatstaal en buizen gemaakt voor de Europese markt. De Europese activiteiten maken ongeveer een vijfde van de totale omzet uit.

### Resultaten
Hieronder enkele operationele en financiële gegevens:
| Jaar | Productie- capaciteit | Ruwstaal- productie | Staal- producten | Omzet (× miljard) | Netto- resultaat (× miljoen) | Werknemers |
| Jaar | (× miljoen ton)       | (× miljoen ton)     | (× miljoen ton)  | Omzet (× miljard) | Netto- resultaat (× miljoen) | Werknemers |
| ---- | --------------------- | ------------------- | ---------------- | ----------------- | ---------------------------- | ---------- |
| 2010 | 31,9                  | 24,5                | 22,3             | US$ 17,4          | US$ –482                     | 43.000     |
| 2015 | 20,0                  | 16                  | 15,5             | US$ 15,6          | US$ –1642                    | 33.200     |
| 2017 | 20,0                  | 14,4                | 13,8             | US$ 12,3          | US$ 387                      | 29.200     |
| 2018 | 20                    | 15,3                | 14,3             | US$ 14,2          | US$ 1115                     | 29.000     |
| 2019 | 22,0                  | 15,3                | 15,1             | US$ 12,9          | US$ –630                     | 27.500     |
| 2020 | 22,9                  | 12,7                | 12,2             | US$ 9,7           | US$ –1165                    | 23.350     |
| 2021 | 22,4                  | 18,0                | 16,0             | US$ 20,3          | US$ 4174                     | 24.540     |
| 2022 | 22,4                  | 16,0                | 14,9             | US$ 21,1          | US$ 2524                     | 22.740     |
| 2023 | 22,4                  | 17,3                | 15,5             | US$ 18,1          | US$ 895                      | 21.803     |
| 2024 | 25,4                  | 15,6                | 14,2             | US$ 15,6          | US$ 384                      | 22.053     |

## Geschiedenis

### Oprichting

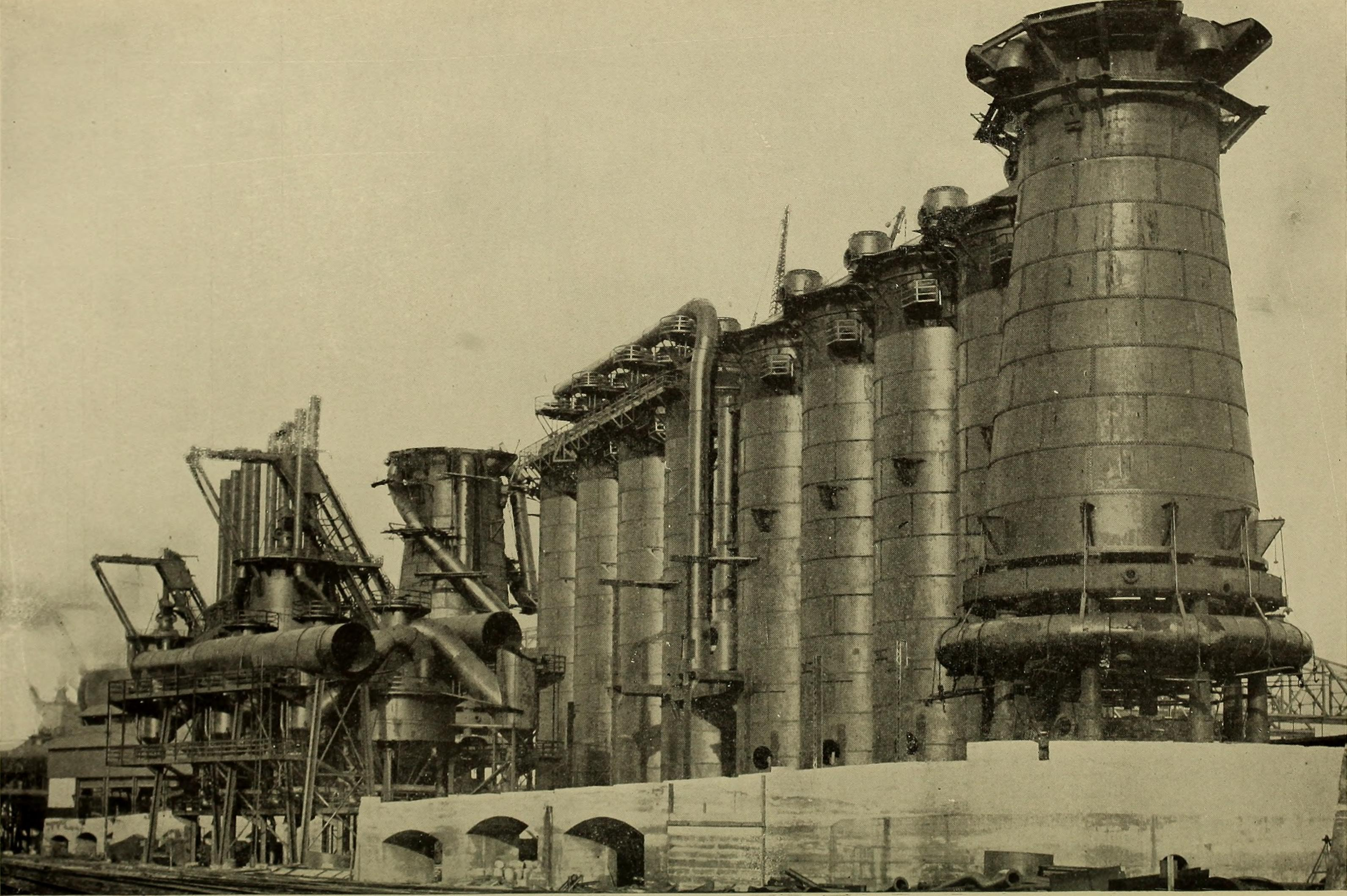
Een hoogoven van de Gary-staalfabrieken in 1911.

U.S. Steel werd gevormd toen staalmagnaat Andrew Carnegie in 1901 zijn staalbedrijf Carnegie Steel Company verkocht aan Wall Street-bankier John Pierpont (J.P.) Morgan. Dat gebeurde in het geheim onder leiding van advocaat Charles Schwab en met Elbert Henry Gary als Carnegie's bemiddelaar. Het was Morgans bedoeling om een dominante Amerikaanse staalreus te creëren door verschillende staalproducenten samen te voegen. Carnegie verkocht zijn bedrijf voor 480 miljoen dollar. Nog negen andere bedrijven werden erbij genomen, wat het totaalbedrag op 492 miljoen dollar bracht, een reusachtige som in die tijd. Via 300 banken werd de nieuwe gigant naar de aandelenbeurs gebracht met een marktkapitalisatie van 1,4 miljard dollar. U.S. Steel werd daarmee het grootste bedrijf ter wereld en het eerste dat meer dan een miljard dollar waard was.
Charles Schwab werd de eerste directeur van U.S. Steel. In het eerste volledige productiejaar had het bedrijf een Amerikaans marktaandeel van 67%. In 1907 nam het een van de grootste concurrenten over, de Tennessee Coal, Iron and Railroad Company. U.S. Steel nam vervolgens de plaats van dat bedrijf in de Dow Jones Industrial Average-index in. Het bedrijf werd pas in 1991 weer uit de index verwijderd. In 1911 probeerde de Amerikaanse overheid U.S. Steel op te breken in verschillende entiteiten op basis van concurrentiewetten. Die poging faalde, maar grote concurrentie heeft over de decennia heen het marktaandeel van U.S. Steel, dat in 1911 nog 50% bedroeg, tot minder dan 10% teruggedrongen.

### Hoogdagen
In 1943 piekte U.S. Steels personeelsbestand met meer dan 340.000 werknemers. In 2006 waren dat er nog maar 44.000. In 1953 bereikte de staalproductie een hoogtepunt met meer dan 35 miljoen ton tegen ongeveer 19 miljoen ton de voorbije jaren. Een jaar daarvoor had president Harry S. Truman geprobeerd om de hoogovens van het bedrijf over te nemen om een vakbondscrisis op te lossen. Die actie werd door het Amerikaanse hooggerechtshof ongrondwettelijk verklaard. In 1984 zorgde de overheid er wel voor dat U.S. Steels overname van National Steel Corporation afgeblokt werd. Ook werd het plan om staalplaten van British Steel in te voeren afgevoerd na druk van het Amerikaanse Congres.

### Overname Marathon Oil
Begin jaren tachtig poogde Mobil concurrent Marathon Oil over te nemen. Marathon Oil was op dat moment de 17e energiemaatschappij in het land. Marathon Oil wilde de overname blokkeren en zocht een alternatief. U.S. Steel was bereid een aandelenbelang te nemen van 51% en betaalde een hoge prijs van US$ 125 per aandeel. Op 11 maart 1982 stemden de aandeelhouders in met een bod op de resterende aandelen waarmee de oliemaatschappij volledig in handen kwam van U.S. Steel. De beursnotering van Marathon Oil werd korte tijd later beëindigd. Enkele jaren later werd deze actie gevolgd door de overname van Texas Oil & Gas. In 1986 kwam er een holding boven het bedrijf die USX Corporation heette. U.S. Steel werd als USS, Inc. een belangrijk onderdeel daarvan. Aan het einde van de jaren negentig was de omzet van de energiepoot erg belangrijk geworden. Daarom werden op een na alle niet-staaldivisies in oktober 2001 afgesplitst. U.S. Steel kreeg de oude naam terug.

### Overnames staalactiviteiten

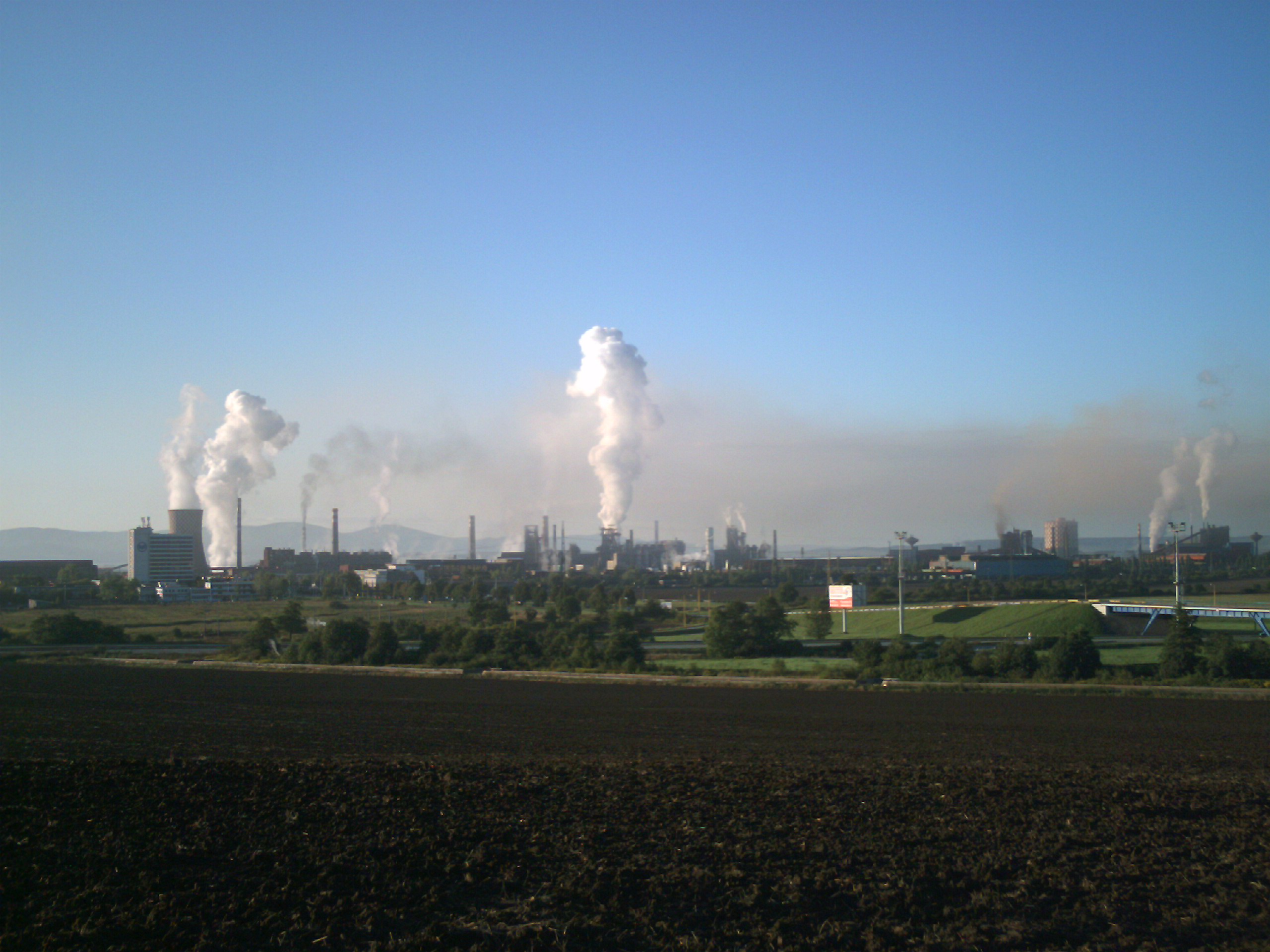
U.S. Steel Kosice s.r.o. in Slowakije.

In 2000 werd het Slowaakse staalbedrijf VSZ overgenomen. Het bedrijf was in financiële moeilijkheden geraakt en U.S. Steel nam het bedrijf over voor 450 miljoen dollar. Met de overname kreeg U.S. Steel er zo’n 17.000 werknemers bij. VSZ had een productiecapaciteit van vijf miljoen ton staal op jaarbasis. Het was een relatief moderne fabriek met drie hoogovens en een continuegietmachine voor staal. Als onderdeel van de afspraken heeft USX over een periode van 10 jaar nog eens US$ 700 miljoen geïnvesteerd in de fabriek en installaties.
In 2003 nam het de failliete National Steel Corporation over voor US$ 950 miljoen, inclusief zo'n US$ 200 miljoen aan schulden. De productiecapaciteit nam hierdoor toe tot 25 miljoen ton ruw staal. National Steel leverde zo'n zes miljoen ton staal per jaar. De combinatie was toen ook de op vier na grootste staalproducent in de wereld.
U.S. Steel kocht dat jaar ook het Servische Sartid voor US$ 23 miljoen en investeerde er miljoenen dollars in. Na aanhoudende verliezen door de gedaalde vraag werd dit onderdeel in 2012 verkocht aan de Servische staat voor één dollar.

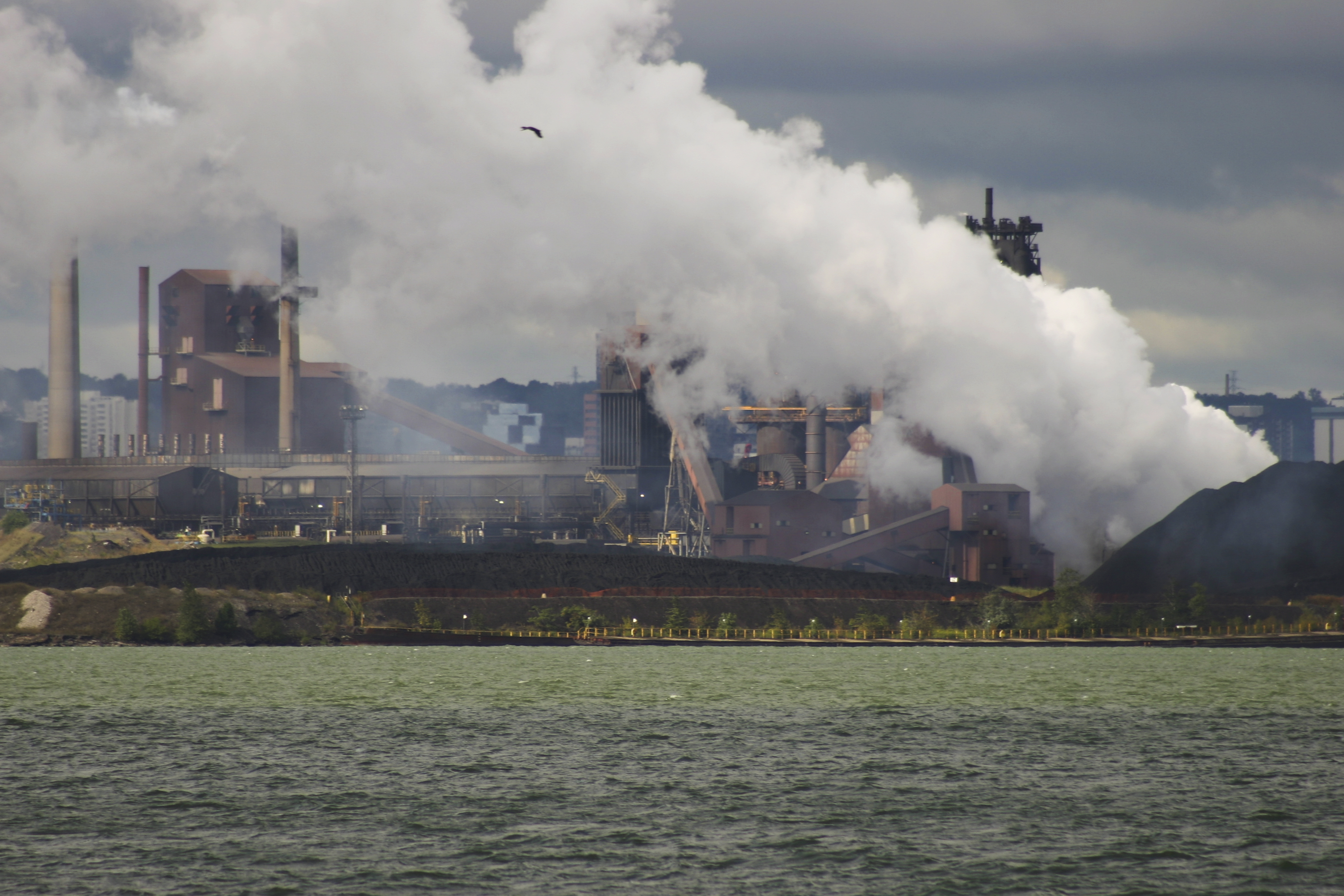
De Stelco-fabriek in Hamilton (Ontario) in 2006.

In 2007 volgde de overname van Stelco in Canada. Dit beursgenoteerde bedrijf werd voor ruim een miljard dollar overgenomen en U.S. Steel nam ook de bestaande schulden over. Met de overname kreeg het een totale productiecapaciteit van 33 miljoen ton staal per jaar. Stelco had op het moment van de overname zo’n 3600 werknemers. De overname leverde niet de voordelen op waarop was gerekend. Capaciteit werd gesloten en het aantal werknemers daalde naar zo'n 2200. Stelco leidde vanaf 2009 forse verliezen en in 2014 vroeg het onder de Canadese Companies’ Creditors Arrangement Act bescherming aan tegen de schuldeisers.
Ook in 2007 werd buizenproducent Lone Star Technologies opgekocht. U.S. Steel werd hierdoor de grootste producent van stalen buizen in Noord-Amerika.

### Nieuwe strategie
Vanaf 2018 werd een nieuwe strategie genaamd Best of Both uitgerold om competitief te blijven. Dit hield in dat men de grote geïntegreerde staalfabrieken ging combineren met investeringen in moderne technologieën en kleine gespecialiseerde staalfabrieken op plaatsen waar de kosten laag zijn. Daarom werden de oude Great Lakes-staalfabrieken gesloten en nam men in 2021 Big River Steel uit Arkansas over, dat al langer op die manier werkt. In 2021 werden ook plannen gemaakt om tegen het jaar 2030 zo'n 20% minder broeikasgassen uit te stoten en tegen 2050 klimaatneutraal te werken. De strategie voor de toekomst van het bedrijf werd nu Best for All genoemd.
Nog in 2021 werd de spoorwegtak Transtar verkocht. Transtar heeft zes spoorwegen in zes Amerikaanse staten. Fortress Transportation and Infrastructure Investors is de koper en betaalde US$ 640 miljoen aan U.S. Steel.
In 2022 begon de bouw van een nieuwe minimill in Osceola (Arkansas). Er komen twee vlamboogovens die schroot gaan omzetten in staal. Dit vergde een investering van US$ 3 miljard. De installatie kwam in oktober 2024 gereed en staat bekend als Big River Steel 2.

### Overnameperikelen
Medio augustus 2023 kreeg het bedrijf te maken met twee biedingen op alle uitstaande aandelen. Staalfabrikant Cleveland-Cliffs deed een bod in geld en aandelen met een waarde van zo'n US$ 32,50, dit was ruim 40% meer dan de laatste beurskoers voor dit bod bekend werd. Cleveland-Cliffs is iets groter dan U.S. Steel en met een succesvolle overname zou dit bedrijf in omvang verdubbelen, maar het bestuur van U.S. Steel heeft dit bod afgewezen. Vervolgens bood Esmark US$ 35 per aandeel of zo'n US$ 7,8 miljard in totaal.
In december 2023 deed Nippon Steel een bod ter waarde van US$ 14,9 miljard in contanten op het bedrijf. Eerder hadden Cleveland-Cliffs en ArcelorMittal ook interesse getoond. Het bod van US$ 55 per aandeel ligt zo'n 140% boven het niveau van 11 augustus, de laatste handelsdag voordat Cleveland-Cliffs als eerste een bod uitbracht op de Amerikaanse staalgigant. Het bestuur van U.S. Steel heeft al zijn goedkeuring afgegeven voor het bod van Nippon Steel. Nippon Steel produceert al zo'n 40 miljoen ton staal op jaarbasis en met U.S. Steel komt daar zo'n 35-40% bij. Maar in januari 2025 blokkeerde de regering-Biden alsnog de overname in het kader van staatsveiligheid. Tot ongenoegen van Japan en de beide staalfabrieken die het besluit aanvechten. In aanloop naar de presidentsverkiezingen liet Donald Trump weten ook tegen een overname te zijn maar in mei 2025 werd bekend dat Donald Trump, inmiddels president, welwillend staat tegenover een niet nader omschreven overeenkomst waarbij Nippon Steel een grote investering doet in U.S. Steel. Het bleek onder andere dat de overeenkomst een vetorecht toekend aan Donald Trump persoonlijk, zolang hij president is. In eerste instantie werd dit als een "gouden aandeel" voorgesteld, daarbij zou het congres invloed hebben op besluitvorming, maar in dit bijzondere geval werd Donald Trump met naam genoemd in de overeenkomst.